# Streethay
Streethay – wieś w Anglii, w hrabstwie Staffordshire, w dystrykcie Lichfield. Leży 26 km na południowy wschód od miasta Stafford i 174 km na północny zachód od Londynu.